# ۱۱۵۰ (قمری)
۱۱۵۰ (قمری)، هزار و صد و پنجاهمین سال در گاهشماری هجری قمری است. اول محرم این سال برابر با اول مه سال ۱۷۳۷ میلادی است.

## وابسته
- عبدالمجید طالقانی
- علی اشرف